# Marknadsrisk
Marknadsrisk är den risk som finns på finansmarknaden. Det handlar till exempel om konjunktur, världshändelser, räntor och tillgång på råvaror och kapital. Även kallat systematisk risk.